# Vautour (groupe)
Pour les articles homonymes, voir Vautour (homonymie).
Vautour est un groupe de rock et drum and bass, originaire de Chelles, en Seine-et-Marne.

## Histoire
Vautour est formé en 2014 à Chelles, en Seine-et-Marne, par Antony et Dimitri. Deux ans après sa création, le groupe dévoile son projet au public en concert avant de sortir leur premier EP en 2017. En 2019, le duo sort un album sous la forme de double EP intitulé Control and Disorder.

## Style musical et image
Leur style musical hybride oscille entre drum and bass, rock et metal ce qui leur vaut souvent d'être surnommé « les nouveaux The Prodigy »,,,,.
Vautour se produit scéniquement à travers toute la France métropolitaine ainsi qu'à l'international,. En 2018, ils se lancent en DJ set sous le pseudonyme de The Goatphazers et s'exportent en République tchèque au Let it Roll Festival, puis en Ukraine au Atlas Weekend,,. Les représentations en public se font sous plusieurs formats incluant des DJ sets et des concerts avec instruments, vidéoprojection et VJing,. Ils partagent la scène avec des groupes comme Carpenter Brut, Hacktivist ou encore Asian Dub Foundation,. En 2020, ils se tournent vers la Chine puis en 2022 vers la Suisse,.